# Iwan Sporosz
Iwan Siemionowicz Sporosz, właśc. Iwan Płaczynda (ros. Иван Семёнович Спорош (Плачинда), ur. w marcu 1898 w miasteczku Głodosy w guberni chersońskiej, zm. 10 marca 1937) – radziecki działacz partyjny.

## Życiorys
Urodził się w rodzinie mołdawskiej. Od 1918 należał do RKP(b), 1925-1926 był sekretarzem odpowiedzialnym Komitetu Okręgowego KP(b)U w Humaniu, a 1929-1930 sekretarzem odpowiedzialnym Komitetu Okręgowego KP(b)U w Winnicy. Od 15 czerwca 1930 do 18 stycznia 1934 był zastępcą członka KC KP(b)U, do października 1931 sekretarzem odpowiedzialnym Komitetu Miejskiego KP(b)U w Winnicy, a od października 1931 do lipca 1932 sekretarzem odpowiedzialnym Mołdawskiego Komitetu Obwodowego KP(b)U. W latach 1932–1936 był I sekretarzem Komitetu Miejskiego KP(b)U w Połtawie, od 23 stycznia 1934 do 8 stycznia 1937 członkiem KC KP(b)U i do października 1936 zastępcą szefa Stalingradzkiego Krajowego Zarządu Rolnego.
4 października 1936 został aresztowany, 9 marca 1937 skazany na śmierć przez Wojskowe Kolegium Sądu Najwyższego ZSRR pod zarzutem udziału w kontrrewolucyjnej trockistowsko-zinowiejewskiej organizacji terrorystycznej i następnego dnia rozstrzelany. Jego prochy złożono na Cmentarzu Dońskim. 29 września 1956 został pośmiertnie zrehabilitowany.